# Lady for a Night
Lady for a Night (Brasil: Dama por Uma Noite / Portugal: Era Uma Vez Uma Lady...) é um filme norte-americano de 1942, do gênero drama, dirigido por Leigh Jason e estrelado por Joan Blondell e John Wayne.

## A produção
Veículo para Joan Blondell, o filme reserva um papel secundário para John Wayne. Ambos parecem mal escalados.
Hattie Noel, que dois anos antes perdera o papel de Mammy em Gone with the Wind, interpreta um personagem bastante parecido, na pele da empregada da protagonista.

## Sinopse
Jenny Blake, a rainha de um barco-cassino, cuja gerência ela divide com Jackson Morgan, casa-se com Alan Alderson, um jogador grã-fino, porque deseja ser aceita na alta sociedade. Entretanto, ela é repudiada pela família dele e, mais tarde, acusada de ser responsável pela sua morte. Finalmente, consegue provar a inocência e voltar para o barco, onde Jackson há muito a esperava.

## Elenco
| Ator/Atriz      | Personagem         |
| --------------- | ------------------ |
| Joan Blondell   | Jenny Blake        |
| John Wayne      | Jackson Morgan     |
| Philip Merivale | Stephen Alderson   |
| Blanche Yurka   | Julia Alderson     |
| Ray Middleton   | Alan Alderson      |
| Edith Barrett   | Katherine Alderson |
| Leonid Kinskey  | Boris              |
| Hattie Noel     | Chloe              |
| Montagu Love    | Juiz               |
| Carmel Myers    | Senhora Dickson    |
| Dorothy Burgess | Flo                |
| Guy Usher       | Governador         |
| Guy Usher       | Prefeito Dickson   |
| Patricia Knox   | Mabel              |
| Lew Payton      | Napoleon           |